# IC 2394
IC 2394 ist eine Balken-Spiralgalaxie vom Hubble-Typ SBb im Sternbild Krebs auf der Ekliptik. Sie ist schätzungsweise 282 Millionen Lichtjahre von der Milchstraße entfernt.
Das Objekt wurde am 22. April 1897 Stéphane Javelle entdeckt.